# Драгиша Вучинић
Драгиша Вучинић (Мостар, 4. април 1948) је некадашњи српски и југословенски кошаркаш. Пре свега је познат као кошаркаш Црвене звезде, репрезентативац, тренер и председник црвено-белих. Готово целу играчку каријеру провео је у Звезди, за коју је наступао у чак 13 сезона, од 1967. до 1979. године. Након завршетка играчке каријере бавио се тренерским послом.

## Играчка каријера
По броју одиграних сезона је други у историји Црвене звезде заједно са некадашњим саиграчем Владимиром Цветковићем. Рекордер је Слободан Николић са 14 сезона у Звезди. Вучинић је пети стрелац у историји црвено-белих са 4612 постигнутих поена (просек 13,2 по мечу) и трећи по броју одиграних утакмица – 349. Више мечева одиграли су само Предраг Богосављев (417) и Слободан Николић (421). Учествовао је у освајању шест трофеја, две шампионске титуле 1969. и 1972. године, три Купа 1971, 1973. и 1975. и Купа победника купова 1974. године. Сезона 1973/74 била је можда и најбоља у његовој каријери. У шампионату је бележио 18,1 поен, у Купу 20,8 у просеку, а у освајању Купа победника купова забележио је укупно 159 поена у 11 утакмица – просечно 14,5 по мечу. У последњој сезони у клубу (1978/79) на неколико мечева био је истовремено и играч и тренер Звезде.

## Репрезентација
Са репрезентацијом Југославије има освојену сребрну медаљу на Првенству Европе у Есену 1971. године, када је на четири меча убацио десет поена. У дресу јуниорске селекције освојио је сребро на Европском шампионату 1968. године, када је бележио 10,4 поена (седам утакмица, 73 поена) и био четврти стрелац екипе.

## Остало
Деведесетих година 20. века био је и председник Кошаркашког клуба Црвена звезда, када је сарађивао са својим некадашњим саиграчем Драганом Капичићем. Један је од најзаслужнијих за шампионске титуле 1993. и 1994. године. Преузео је клуб када није био баш у најбољем спортском, финансијском и организационом стању. Напустио је Црвену звезду 1994. оставивши финансијску и организациону стабилност.Обављао је и функције председника кошаркашког савеза Србије и стручног савета у два наврата, као и такмичарске комисије КСС-а. 